# 10 (série télévisée)
Pour les articles homonymes, voir Dix (homonymie).

10 est une série télévisée suisse diffusée à partir du 21 novembre 2010 sur TSR1 qui a pour thème le poker,.

## Synopsis
Le soir du réveillon, 10 personnes se retrouvent autour d’une table de poker, à Genève. Une petite partie entre amis ? Au vu des sommes en jeu et des regards échangés, nous en sommes visiblement loin. Mais alors qui sont ces personnes et que font-elles là un 31 décembre ? Quels liens les unissent ? Qui est venu pour de mauvaises raisons ? Qui triche ? Qui confond mensonge et bluff ?
Les 10 épisodes nous permettent de découvrir progressivement les protagonistes, leurs alliances, mésalliances, désaccords, ainsi que leurs secrets les moins avouables mais surtout ce qui les conduit à s’asseoir à cette table où certains d’entre eux jouent bien plus qu’une simple partie de poker.

## Fiche technique
- Production : Light Night Production et Télévision Suisse Romande RTS-TSR
- Réalisation : Jean-Laurent Chautems
- Auteurs : Christophe Marzal, Christian François et Jean-Laurent Chautems
- Productrice : Patricia Plattner

## Distribution
- Jérôme Robart : Vincent
- Natacha Koutchoumov : Marie
- Philippe Mathey : Simon
- Paulo Dos Santos : Manuel
- Séverine Bujard : Birgit
- Alice Rey : Julie
- Bastien Semenzato : Mathieu
- Bruno Todeschini : Patrick Meyer
- Moussa Maaskri : Eldin
- Sifan Shao : Zhou
- Sophie Lukasik : Clara
- Martin Rapold : Erik Koller
- Rachel Gordy : Violette
- Isabelle Caillat : Rosa

## Distinction
- Festival de la fiction TV de La Rochelle 2010 : Prix de la meilleure série[3].